# 경주 불국사 당간지주
경주 불국사 당간지주(慶州 佛國寺 幢竿支柱)는 대한민국 경상북도 경주시, 불국사 경내 입구 대석단 앞에 동서방향으로 2쌍이 나란히 서있는 당간지주이다. 2012년 10월 22일 경상북도의 유형문화재 제446호로 지정되었다.

## 개요
불국사 경내 입구 대석단 앞에 동서방향으로 2쌍이 나란히 서있다. 두 쌍의 당간지주 가운데 서편 당간지주는 좌우 기둥의 크기와 제작수법에 차이가 있어 각기 다른 부재를 후대에 조합한 것으로 추정된다. 동편 당간지주는 전반적으로 보존상태는 양호하다고 하겠으나 양 기둥의 하부가 절단된 것을 1924년도에 시멘트로 접합하였고 풍화가 진행되고 있다. 
원래의 위치에 남아있는 동편 당간지주는 그 자체만으로도 불국사와 관련하여 중요한 석조유물일 뿐 아니라, 전체적인 조형이나 장식적인 의장면에서 통일신라시대 당간지주의 양식변화를 보여주는 중요한 자료이다. 
서편 당간지주는 당간지주의 원래 용도가 단절된 조선시대에 이르러 괘불을 현괘하기 위한 용도로 다시 고안된 사례로 중요한 문화사적 의의를 지니는 장점이 있다. 그러나 양 기둥의 양식이나 제작연대가 다른 것을 조합하고 있어 조형성이 다소 떨어지는 측면이 있는 것으로 평가된다.

## 같이 보기
- 불국사

## 참고 자료
- 불국사 당간지주 - 국가유산청 국가유산포털